# ميسوفونيا
الميسوفونيا أو الميزوفونيا (بالإنجليزية: Misophonia)‏ ويدعى أيضا متلازمة حساسية الصوت الانتقائية (بالإنكليزية:Selective Sound Sensitivity Syndrome) وهو اضطراب عصبي، يتميز بردة فعل انفعالية سلبية تجاه سماع بعض الأصوات المهموسة، خصوصا حس الأصوات في الفم؛ كالمضغ، والنفس، والسعال، وغيرها من الأصوات الخفية؛ كصوت الكتابة على لوحة المفاتيح، وصرير القلم.
يبدأ ظهور هذا الاضطراب في مرحلة الطفولة، ما بين الثامنة إلى سن الثالثة عشرة، وأحيانا بعد البلوغ، ثم تستمر مدى العمر في معظم الحالات، وتزيد مع الإجهاد والتعب والجوع، ولم تحدد بعد أسبابه الحقيقية تماما ولكن تم وضع مجموعة من النظريات التي تؤدي إلى السبب.

## الأعراض
الأشخاص الذين لديهم ميسوفونيا عادة مايكونون منزعجين، أو غاضبين من مثل هذه الأصوات العادية في سائر الناس كالأكل أو التنفس أو السعال؛ أو الأصوات المتكررة. وقد تم تشخيص المصابين بالميسوفونيا  باضطرابات المزاج أو القلق، فضلاً عن الوسواس. وهم عادة لا ينزعجون من الأصوات التي يصدرونها وردود فعلهم اللإرادية عادةً.
وعادة ما ينزعج الأشخاص المصابين بالمرض بالحركات المتتابعة مثل تحريك الرجلين وقضم الاظافر والطباعة.
فهم لديهم حساسية لتلك الأصوات فيؤدي ذلك إلى التفاقم في الإجهاد أو الجوع أو الشعور بالتعب أو الانهيار.
مع بداية ظهور الأعراض تبدو أنها خصائص نمطية وغالباً ماتكون في مرحلة الطفولة قبل أو خلال فترة البلوغ. كثيراً ما يكون هناك مشغل أولي واحد مثل (ضوضاء أحد الوالدين أو الأخوة)، بعد ذلك توسيع المشغلات على مر الزمن لتشمل عناصر سواء سمعية أو بصرية. هناك تكهنات بأن هناك سبب وراثي لهذا الاضطراب كما تدعم البيانات المسببة نمطاً مماثلاً لظهورها، ولكن ما زال البحث في هذا الأمر في موضع التكهن.

## إحتمالات أسبابه
وجود خلل في النظام السمعي في الدماغ، وأكثر النظريات تشير إلى وجود عامل وراثي.
وتصنف هذه المتلازمة ضمن أمراض الميزوفوبيا.
انتشار ميسوفونيا غير معروف حاليا ولكن مجموعات من الناس مع تحديد حالاتهم تشير إلى أنه أكثر شيوعا مما كان معروفا من قبل. ومجموعة ياهو للحالة لديها حاليا أكثر من 2500 من الأعضاء، على الرغم من أن المجموعة تستهدف الناس على حد سواء مع وبدون التشخيص السريري. بين المرضى الذين يعانون من طنين الأذن، وهو منتشر في 4-5٪ من عامة السكان، بعض الدراسات تقريرا انتشار تصل إلى 60٪ في حين تم قياس نسبة انتشار في دراسة عام 2010 على 10٪.

## طرق التعامل والعلاج
الأشخاص المصابين استخدموا مختلف الأساليب ومعظمها ببساطة من خلال تجنب الصوت المزعج عن طريق مغادرة المنطقة كليا، في حين أن البعض يحاولون استخدام سدادات الأذن أو تشغيل الموسيقى. قد يتطور القلق الشديد إلى سلوك اجتنابي.
بعض الناس قد يشعرون بالانزعاج وتقليد ما يسمعون في الحالات الأكثر تطرفا، وهم الذين يعانون من عدم الاختلاط خوفا من سماع الأصوات. من المهم أن نلاحظ أن الحساسية تجاه الأصوات المخالفة في كثير من الأحيان أشد بكثير عندما يكون أصل الصوت يأتي من شخص مرتَبط فيهم عاطفيا فَيَصل إلى حد الألم.
تشخيص ميسوفونيا ليس معروفا وخيارات العلاج قليلة وغير متاحة. ولقد تم وصف وصفة مزيلة للقلق لمساعدة المرضى بالشعور بالهدوء في المواقف التي من شأنها أن تتسبب عادة الغضب.
يوفر بعض المعالجين تدريب لحساسية الأصوات وذلك بتعرض مريض إلى أصوات «سارة» ومشددا على الأمل بأن القيام بذلك سوف يخفض مشاعر القلق أو الغضب فورا في نهاية المطاف للشخص بالأصوات المخالفة. لا يحتوي هذا الأسلوب حاليا دعم البيانات السريرية.
ومع ذلك تم عمل استقصاء أجريَ مؤخرا من فريقي دعم عبر الإنترنت، الفريق الرئيسي جمع قاعدة بيانات عن استجابة الناس حوالي 19شخص، 11 منهم قد شُخصوا رسميا في الميسوفونيا، ولقى كل منهم الاستفادة المستمرة وكبيرة من هذا الأسلوب.[بحاجة لمصدر]
استخدام العلاج السلوكي المعرفي يمكن أن يكون مفيد في إدارة ميسوفونيا.[بحاجة لمصدر]